# Rosario Schicchi
Rosario Schicchi (Castelbuono, 13 novembre 1957) è un botanico italiano.

## Biografia
Si laurea in Scienze agrarie nel 1983. Dal 1996 è Ricercatore di Biologia vegetale applicata e dal 2001 professore associato. Dal 2005 è professore ordinario di Botanica sistematica presso il Dipartimento di Scienze Agrarie, Alimentari e Forestale dell'Università degli Studi di Palermo.
Membro della Società Botanica Italiana,  della Società Italiana di Ecologia del Paesaggio e della Società Siciliana di Scienze Naturali.
È stato Direttore del C.I.R.I.T.A. dell'Università degli Studi di Palermo dal 2012 al 2018.
È stato Presidente del Museo Naturalístico “Francesco Minà Palumbo” di Castelbuono dal 2017 fino ad agosto 2022.
È stato Presidente della Sezione Siciliana della Società Botanica Italiana nel triennio 2021-2023.
È membro dell'Associazione "Istituto per la Promozione e la Valorizzazione della Dieta Mediterranea".
È Coordinatore del Consiglio Interclasse "Food Science and Technology" per i Corsi di Studio in “Scienze e Tecnologie Agroalimentari” e “Mediterranean Food Science and Technology” dell’Università di Palermo.
Dal febbraio 2017 è Direttore dell'Orto Botanico dell'Università degli Studi di Palermo.
Dal 18 ottobre 2023 è Vice Presidente della Società Italiana di Ecologia del Paesaggio.

## Alcune opere
- Raimondo, F.M., Schicchi, R., Mazzola P., 2006 – Pyrus castribonensis (Rosaceae) nuova specie della Sicilia. – Naturalista sicil., Vol. XXX, N. 3-4 (2006) s.4.: 325-330. – ISSN 0394-0063 (WC · ACNP).
- Raimondo, F.M., Schicchi, R., Marino P., 2006 –Pyrus sicanorum (Rosaceae) a new species from Sicily. – Fl. Medit. 16: 379-384. - ISSN 1120-4052 (WC · ACNP).
- Raimondo, F.M., Schicchi, R., 2004 – Pyrus vallis-demonis (Rosaceae) a new species from the Nebrodi Mountains (NE-Sicily). – Bocconea 17: 325-330. - ISSN 1120-4062 (WC · ACNP).
- Conte L., Cotti C., Schicchi R., Raimondo F.M., Cristofolini G., 2004– Detection of ephemeral genetic sub-structure in the narrow endemic Abies nebrodensis (Lojac.) Mattei (Pinaceae) using RAPD markers. - Plant Biosystems 138:279-289.
- Mazzola, P., Raimondo, F.M., Schicchi R., 2003 – The agro-biodiversity of Sicily in ancient herbaria and illustrated works. - Bocconea 16(1): 311-321. ISSN 1120-4060 (WC · ACNP).
- Schicchi R., 2003 – Il genere Bidens L. (Asteraceae) in Sicilia. Naturalista sicil., Vol. XXVII, N. 3-4 s.4.: 313-321. - ISSN 0394-0063 (WC · ACNP).
- Schicchi R., Venturella G., Filippone A., Raimondo F.M., 1990 - Caratteri distributivi e fitocenotici dei castagneti delle Madonie. - Quad. Bot. Ambientale Appl., 1:33-59.
- Schicchi R., 1998 – Spontaneizzazione di Alnus cordata (Loisel.) Desf. (Betulaceae) sulle Madonie (Sicilia). - Naturalista Sicil., 12(3-4): 447-455.
- Schicchi R., 1999 – Spontaneizzazione di Ficus microcarpa L. (Moraceae) e Cardiospermum grandiflorum Sw. (Sapindaceae) in Sicilia. Naturalista Sicil., 13 (1-2), pp. 315–317.
- Raimondo F.M. & Schicchi R., 2005 – Rendiconto sul progetto LIFE Natura n° LIFE2000NAT/IT/7228 “Conservazione in situ ed ex situ di Abies nebrodensis (Lojac.) Mattei”. – Tipolitografia Luxograph, Palermo.
- Schicchi R, Camarda L, Di Stefano V, Spadaro V, & Pitonzo R, 2007 – Caratterizzazione chimica della manna estratta nelle Madonie (Sicilia) da cultivar di Fraxinus angustifolia e di Fraxinus ornus (Oleaceae). Quad. Bot. Amb. Appl., 17/2 (2006): 151-174.
- Schicchi R., Raimondo F.M. 2007 – Alberi monumentali delle Madonie. Dip. Scienze Botaniche Università di Palermo, pp. 144.
- Schicchi R., Raimondo F.M. 2007 – I grandi alberi di Sicilia[1]. Azienda Foreste demaniali della Sicilia, Collana Sicilia Foreste, pp. 312.
- Schicchi, R., Marino, P., Saporito, L., Di Noto, G., & Raimondo, F.M. (2008). Catalogo pomologico degli Antichi fruttiferi di Sicilia. Caltanissetta: Università di Palermo, Dip. Scienze Botaniche, pp. 3–223.
- Schicchi R., Geraci A., Marino P., 2009 – Genetic diversity on Pyrus L. (Rosaceae) in Sicily. Bocconea, 23: 207-212.
- Raimondo, F.M., Castellano, G., Bazan, G., & Schicchi, R. (2012). Sorbus madoniensis (Rosaceae), a new species from Sicily. Plant Biosystems, 146 (146, Supplement), 345-351.
- Schicchi R, Bazan G, Marino P, Raimondo F M, 2012 – I grandi alberi dei Nebrodi. Dip. Biologia ambientale e Biodiversità, Università di Palermo, pp. 144. Cod. ISBN 978-88-903108-4-3.
- Schicchi R., Marino P. (2012). Biotecnica delle specie vegetali. In: Monitoraggio della qualità dei suoli e rischio di desertificazione. pp. 407–429, MILANO: The McGraw-Hill Companies, ISBN 978-88-386-7326-9.
- Bazan G., Marino P., Guarino R., Domina G., Schicchi R., 2015 – Bioclimatology and vegetation series in Sicily: a geostatical approach. Ann. Not. Fennici 52: 1-18.
- Schicchi R., Geraci A., 2015 – Verdure spontanee di Sicilia - Guida al riconoscimento, alla raccolta e alla preparazione. IDIMED, Palermo.
- Anna Geraci, Filippo Amato, Giuseppe Di Noto, Giuseppe Bazan, Rosario Schicchi, 2018 - The wild taxa utilized as vegetables in Sicily (Italy): a traditional component of the Mediterranean diet. Journal of Ethnobiology and Ethnomedicine.
- Abbate, L., Mercati, F., Di Noto, G., ...Del Bosco, S.F., Schicchi, R. (2020). Genetic distinctiveness highlights the conservation value of a sicilian manna ash germplasm collection assigned to fraxinus angustifolia (Oleaceae). Plants, 2020, 9(8), pp. 1–20, 1035.
- Schicchi R., Speciale M. (2020). Alberi di Palermo, Guida al riconoscimento. Palermo University Press.
- Schicchi R., Geraci A. (2021). Verdure spontanee per l’alimentazione e la salute - Guida alla raccolta, al riconoscimento e alla preparazione. Palermo University Press.
- Rosario Schicchi, Paolo Inglese (2022). Erbe e Fiori delle Madonie. Palermo University Press.
- Rosario Schicchi, Paolo Inglese (2022). Alberi e Arbusti delle Madonie. Palermo University Press.